# Tres Pinos
Tres Pinos est une census-designated place du comté de San Benito, dans l'État de Californie, aux États-Unis,. En 2020, elle compte une population de 443 habitants.